# Неуроморфологија
Неуроморфологија (од грчког νευρον, неурон, „нерв“; μορφη, morphé, „форма“; -λογια, -логиа, „проучавање“   ) је наука форме, облика и структуре нервног система . Она укључује посматрање одређеног дела нервног система са молекуларног и ћелијског нивоа и његово повезивање са физиолошком и анатомском тачком гледишта. Ово поље такође истражује комуникације и интеракције унутар и између сваког специјализованог дела нервног система. Морфологија се разликује од морфогенезе . Морфологија је наука облика и структуре биолошких организама, док је морфогенеза наука биолошког развоја облика и структуре организама. Стога се неуроморфологија фокусира на специфичности структуре нервног система, а не на процес којим је структура развијена. Неуроморфологија и морфогенеза, иако су два различита ентитета, ипак су блиско повезане.

### Развој
На развој морфолошких карактеристика неурона утичу и унутрашњи и спољашњи фактори. Неуроморфологија нервног ткива зависи од гена и других фактора, као што су електрична поља, јонски таласи и гравитација . Ћелије које се развијају додатно намећу једна другој геометријске и физичке лимите. Ове интеракције утичу на нервни облик и синаптогенезу .  Морфолошке мере и дигиталне слике су важне за даље разумевање развојног процеса.

## Подврсте

### Општа морфологија
Пошто постоји широк спектар функција које обављају различите врсте неурона у различитим деловима нервног система, постоје велике разлике у величини, облику и електрохемијским особинама неурона. Неурони се могу наћи у различитим облицима и величинама и могу се класификовати на основу њихове морфологије. Италијански научник Камило Голђи  груписао је неуроне у ћелије типа I и типа II. Неурони Голгијевог типа I имају дугачке аксоне који могу да померају сигнале на велике удаљености, као што су Пуркињеове ћелије, док неурони Голгијевог тип II  генерално имају краће аксоне, као што су грануларне ћелије, или су анаксонски. 
Неурони се морфолошки могу карактеризовати као униполарни, биполарни или мултиполарни . Униполарне и псеудоуниполарне ћелије имају само један процес који се протеже од тела ћелије. Биполарне ћелије имају два процеса који се протежу од тела ћелије, а мултиполарне ћелије имају три или више процеса који се протежу ка и даље од тела ћелије.

### Теоријска неуроморфологија
Теоријска неуроморфологија је грана неуроморфологије усмерена на математички опис облика, структуре и повезаности нервног система.

### Гравитациона неуроморфологија
Гравитациона неуроморфологија проучава ефекте измењене гравитације на изглед централног, периферног и аутономног нервног система . Ова подврста има за циљ да прошири постојеће разумевање адаптивних способности нервног система, и посебно испитује како утицаји околине могу да промене структуру и функцију нервног система. У овом случају манипулације околином углавном укључују излагање неурона хипергравитацији или микрогравитацији . То је подскуп гравитационе биологије . 